# 겐쇼 천황
겐쇼 천황 (元正天皇, 680년 ~ 748년 5월 22일)은 일본의 제44대 천황(재위: 715년 ~ 724년)이다.
아버지는 덴무 천황과 지토 천황의 아들인 쿠사카베노미코이고, 어머니는 겐메이 천황이다. 몬무 천황의 누나이다. 휘는 히다카(氷高/日高) 또는 니이노미(新家)이다. 일본식 시호는 야마토네코타카미즈키요타라시히메노스메라미코토(日本根子高瑞浄足姫天皇)이다. 한풍 시호인 「겐쇼 천황」은 대대로 천황과 함께 오우미노 미후네에 의해 지어 올려졌다고 한다. 일본의 여제로써 5번째인데, 이전까지의 여제가 황후나 황태자비였던 반면, 결혼 경험은 없고, 독신으로 즉위한 최초의 여성 천황이다.

## 생애
덴무 천황의 황태자였던 쿠사카베노미코의 장녀로 태어났다. 어머니는 아헤노히메미코 (훗날의 겐메이 천황)이다. 천황의 적손녀로 예쁨을 많이 받았는지, 덴무 천황 11년 (682년) 8월 28일에 히다카노히메미코의 병으로 죄인 198명이 사면되었다. 덴무 천황 12년 (683년), 3살 어린 동복 동생 카루노미코 (훗날의 몬무 천황)이 태어났다.
아버지 쿠사카베노미코는 즉위하지 못하고, 지토 천황 3년 (689년)에 사망하여, 할머니 지토 천황 즉위 후, 동복 동생 카루노미코 (훗날의 몬무 천황)가 몬무 천황 원년 (697년)에 지토 천황으로부터 양위받아 천황의 자리에 올랐다. 당시 히다카노히메미코는 18세여서, 천황의 동복누나라는 입장이, 비혼에 영향을 미쳤을 것으로 보인다.
게이운 4년 (707년)에 몬무 천황이 붕어하고, 그의 남겨진 아이인 오비토노미코 (훗날의 쇼무 천황)이 아직 어려, 어머니인 아헤노히메미코가 즉위하여, 겐메이 천황이 되었다. 와도 3년 (710년), 헤이죠쿄로 천도했다. 와도 7년 (714년) 1월 20일, 2품 히다카 내친왕에게 식봉 1천호를 주었다. 와도 8년/레이키 원년 (715년) 1월 10일에 1품으로 품계가 올랐다.
레이키 원년 9월 2일, 황태자인 조카 오비토노미코 (쇼무 천황)이 아직 어리기 때문에, 어머니인 겐메이 천황으로부터 양위를 받아 즉위했다. 『속일본기』에 있는 겐메이 천황의 양위 조서에는 "하늘의 세로 관인, 진전 완련하고, 화하에 실린 모습(天の縦せる寛仁、沈静婉レンにして、華夏載せ佇り)"이라면서 "자비롭고 침착하며, 아릅답고 아름답다(慈悲深く落ち着いた人柄であり、あでやかで美しい)"고 기록되어 있다.
요로 원년 (717년)부터 후지와라노 후히토 등이 중심이 되어, 요로 율령의 편찬을 시작했다.
요로 4년 (720년)에 일본서기가 완성됐다. 또, 이해 후지와라노 후히토가 병으로 쓰러져 죽었다. 이듬해, 나가야왕이 우대신에 임명되면서, 사실상 정무를 맡게 된다. 나가야왕은 겐쇼 천황의 사촌이며, 여동생 키비 내친왕의 남편이었다. 후히토의 장남인 무치마로는 츄나곤, 차남인 후사사키는 아직 참의 (후에 내신이 됨)였다.
요로 7년 (723년), 전지 부족을 해소하기 위해, 삼세일신법이 제정되었다. 이로써 율령제는 무너지기 시작했다.
요로 8년/진키 원년 (724년) 2월 4일, 황태자 (쇼무 천황)에게 양위하고 태상천황이 되었다. 양위 조서에는 새로운 천황을 "아코(我子)"라고 불렀고, 양위 후에도 후견인으로서의 입장에서 쇼무 천황을 보좌했다.
덴표 15년 (743년), 쇼무 천황이 병들어, 직무를 수행할 수 없게 되자, 상황은 다시 "아코(我子)"라고 부르며 천황을 옹호하는 조칙을 내렸고, 이듬해에는 병든 천황의 묘다이로써 나니와쿄 천도의 칙을 내렸다. 말년의 상황은 병이 잦아 정무를 행하지 못하고, 불교 신앙으로 기울기 일쑤였던 쇼무 천황을 대신해 타치바나노 모로에ㆍ후지와라노 나카마로 등과 정무를 수행했던 것으로 보인다.

## 가족 관계
- 조부 : 일본 제40대 덴무 천황(天武天皇, 631?~686)
- 조모 : 일본 제41대 지토 천황 우노노사라라노 황녀(持統天皇 鸕野讃良皇女, 645~703)
  - 아버지 : 오카노미야교우천황 쿠사카베노황자(岡宮御宇天皇 草壁皇子, 662~689)
  - 어머니 : 일본 제43대 겐메이 천황 아헤노 황녀(元明天皇 阿陪皇女, 661~721)
  - 남동생 : 일본 제42대 몬무 천황(文武天皇, 683~707)
    - 조카 : 일본 제45대 쇼무 천황(聖武天皇, 701~756)

  - 여동생 : 키비 내친왕(吉備内親王, ?~729)
  - 매부 : 나가야왕(長屋王, 684?~729）- 같은 덴무 천황의 자손으로 사촌 관계였다

## 능ㆍ영묘

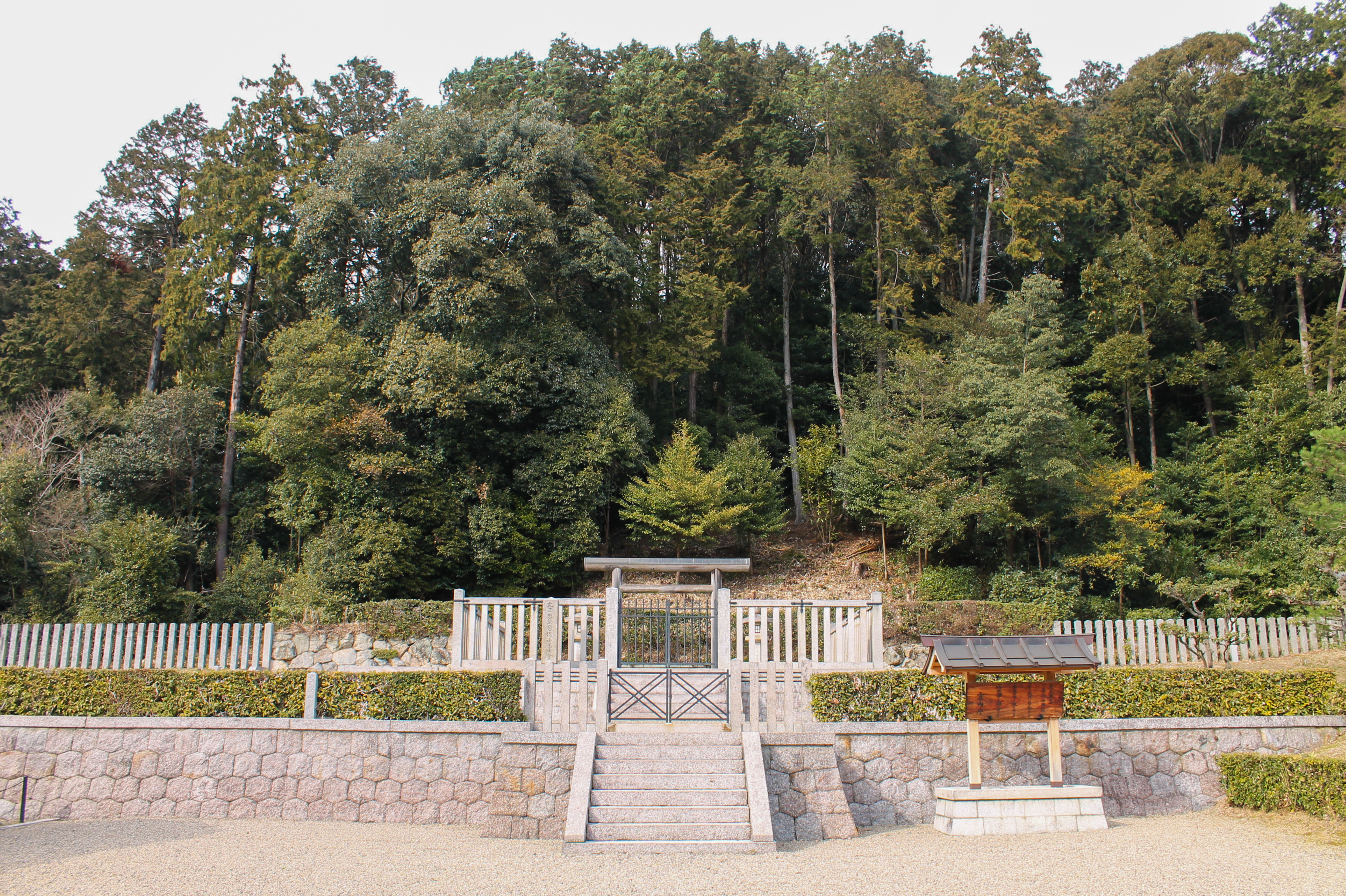
나호야마노니시노릉

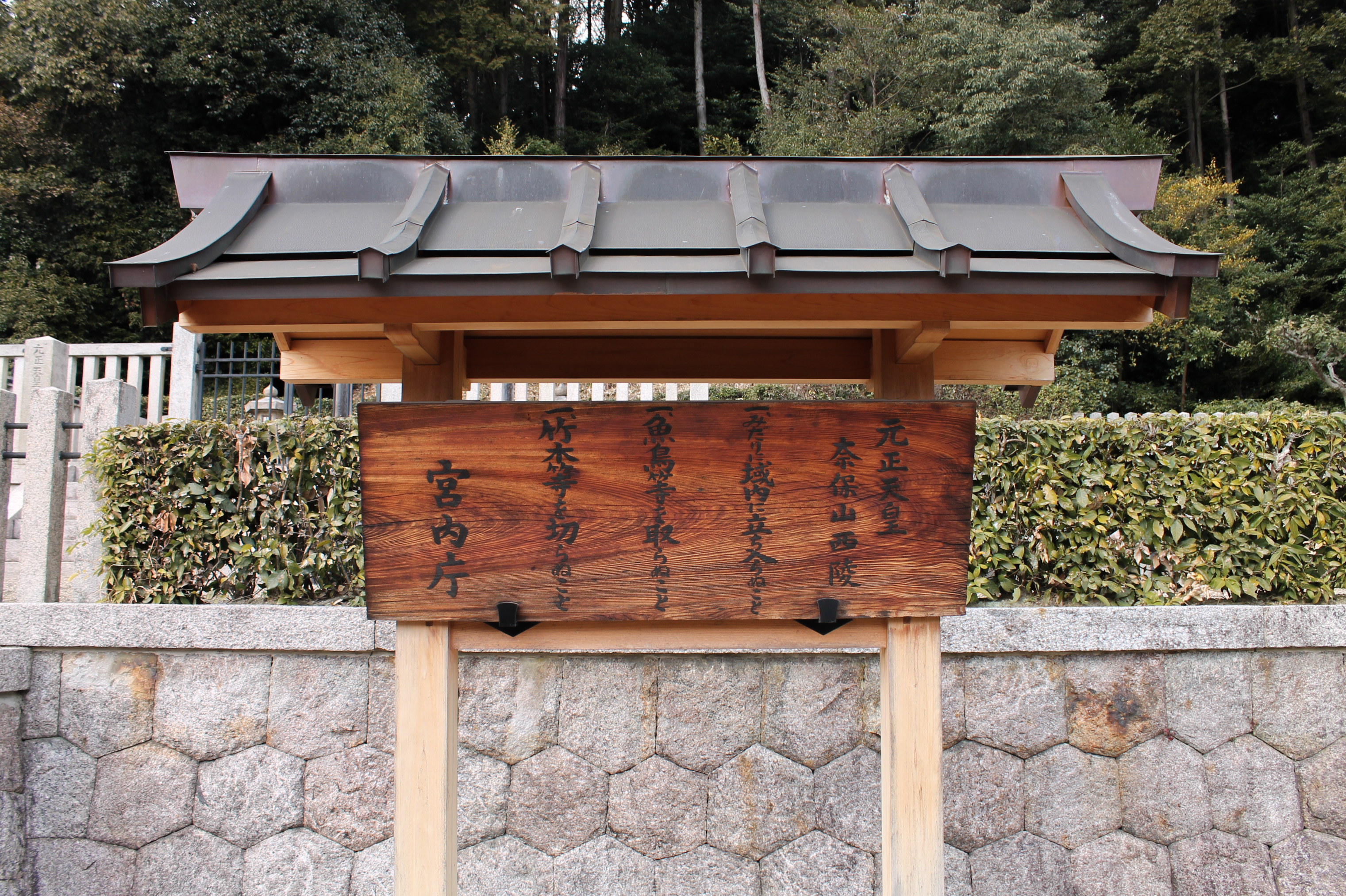
나호야마노니시노릉 앞의 팻말

능은 궁내청에 의해 나라현 나라시 나라사키쵸에 있는 나호야마노니시노릉으로 치정되었다. 궁내청 상의 형식은 산릉이다.
또한 황궁에서는 궁중3전의 하나인 황령전에서 다른 역대 천황ㆍ황족과 함께 천황의 영을 모시고 있다.

## 같이 보기
- 일본 천황